# Marek Wójcicki (ekonomista)
Marek Stefan Wójcicki (ur. 4 marca 1960 w Bielsku-Białej) – polski ekonomista, informatyk, przedsiębiorca, harcmistrz ZHP, komendant XXI Szczepu Kadrowego „OMEGA” hufca ZHP Katowice, współzałożyciel Porozumienia Kręgów Instruktorskich im. Andrzeja Małkowskiego, współzałożyciel Niezależnego Zrzeszenia Studentów, wybrany na lidera strajków okupacyjnych studentów na wydziale prawa Uniwersytetu Śląskiego w Katowicach, członek Konfederacji Polski Niepodległej, obszar V.

## Życiorys

### Młodość i wykształcenie
Ukończył Szkołę Podstawową nr 5 w Katowicach, a następnie II Liceum Ogólnokształcące im. Marii Konopnickiej w Katowicach. Równolegle ukończył Szkołę Muzyczną w Katowicach. Po ukończeniu liceum studiował prawo na Uniwersytecie Śląskim. Po przesiedleniu się do Niemiec rozpoczął studia w zakresie informatyki ekonomicznej na Uniwersytecie w Norymberdze. Po ukończeniu studiów na kierunku informatyki ekonomicznej zaczął studia w zakresie zarządzania przedsiębiorstwami.

### Działalność harcerska
W czasach liceum dołączył do 17 Drużyny Harcerskiej Służby Polsce Socjalistycznej, należącej do IX Szczepu Śląskich Orląt, której później został drużynowym. Następnie starał się o przyjęcie do XXI Kadrowego Szczepu „Omega”, do której ostatecznie przeszedł wraz z kilkoma osobami z 17 Drużyny HSPS. Po niedługim czasie został drużynowym drużyny Beta w „Omedze”. Przed maturą przejął funkcję komendanta XXI Kadrowego Szczepu „Omega”.
W 1980 roku brał czynny udział w tworzeniu porozumienia Instruktorów Harcerskich im. Andrzeja Małkowskiego, następnie był jednym z założycieli Kręgu Instruktorów Harcerskich im. Andrzeja Małkowskiego w Katowicach, po jego powstaniu w dniu 2 stycznia 1981, został zastępcą kierującego organizacją Wojciecha Jerzego Poczachowskiego. Był współzałożycielem katowickiego pisma KIHAM-u pod nazwą „Harcerz Śląski”.

### Działalność polityczna
W czasie studiów był współzałożycielem i członkiem Niezależnego Zrzeszenia Studentów, najpierw na Uniwersytecie Śląskim, później na szczeblu ogólnopolskim.
Po ogólnopolskich decyzjach dotyczących strajków okupacyjnych na uczelniach w 1980 roku, został wybrany na przewodniczącego strajku okupacyjnego na Wydziale Prawa Uniwersytetu Śląskiego. Został głównym redaktorem pisma strajkowego, kolportowanego do wszystkich uczelni na Śląsku. Strajki zakończyły się 12 grudnia 1980 roku.
Po ogłoszeniu stanu wojennego uczestniczył w organizowaniu struktur konspiracyjnych w oparciu o środowiska niezależnego harcerstwa. Został jednak zatrzymany w dniu 17 lutego 1982 i następnie internowany, przebywał w ośrodku odosobnienia w Zabrzu, został zwolniony w czerwcu 1982. W grudniu 1982 został wydalony z kraju i wyjechał do RFN.
W latach 2009–2013 był prezesem Związku Polaków w Niemczech i m.in. w ramach tzw. polsko-niemieckiego okrągłego stołu brał udział w rozmowach z rządem niemieckim w sprawie wyjaśnienia spornych kwestii wynikających z realizacji traktatu o dobrym sąsiedztwie i przyjaznej współpracy. W ich wyniku Bundestag zrehabilitował działaczy dawnej mniejszości polskiej, w szczególności członków Związku Polaków w Niemczech, będących ofiarami represji nazistowskich, a w Domu Polskim w Bochum, siedzibie Związku Polaków w Niemczech, ma powstać Centrum Dokumentacji Kultury i Historii Polaków w Niemczech.

### Działalność zawodowa
W czasie studiów informatyki ekonomicznej w Norymberdze zaczął pracę jako programista. Następnie przyjął posadę w centrum obliczeniowym niemieckiego koncernu i zajmował się sieciami przekazywania danych. Porzucił tę pracę, by zostać ekonomicznym i informatycznym doradcą przedsiębiorstw, co kontynuuje do dzisiaj.
Pracował dla wielu tamtejszych koncernów. W 1992 roku dostał ofertę pracy w Price Waterhouse. Został członkiem zarządu niemieckiego Price Waterhouse. W 1997 roku otrzymał ofertę przejścia, jako członek zarządu, do Arthur Andersen w Niemczech. Przeniósł się do Frankfurtu nad Menem. W roku 2000 otrzymał amerykańskie wyróżnienie „Who is who of professionals”. Pod koniec lat 90. był partnerem odpowiedzialnym za new economy.
Utworzył spółkę akcyjną o nazwie Heaven 21 (spółka doradcza o profilu IT, mediów elektronicznych i ekonomiki przedsiębiorstw). Po kilku latach spółka upadła. Najważniejsze zlecenia doradcze przeniósł do Accont Management Consulting GmbH, gdzie realizuje się zawodowo do dziś.

## Publikacje
- Wójcicki M., Sichere Netze. Analysen, Maßnahmen, Koordination, Monachium, Carl Hanser Verlag, 1991, ISBN 3-446-16315-8.
- Wójcicki M., Client/Server, Computerwoche Verlag, 1993, ISBN 3-9803373-2-4, ISBN 978-3-9803373-2-8.
- Wójcicki M., Świat należał do nas: portrety wychowanków XXI-go Kadrowego Szczepu Omega, Katowice, Stapis, 2018, ISBN 83-7967-069-8, ISBN 978-83-7967-069-7.